# ناحیه گرینلند (شهرستان واشینگتن، آرکانزاس)
ناحیه گرینلند، شهرستان واشینگتن، آرکانزاس (به انگلیسی: Greenland Township) یک منطقهٔ مسکونی در ایالات متحده آمریکا است که در شهرستان واشینگتن، آرکانزاس واقع شده‌است. ناحیه گرینلند ۲٬۱۱۴ نفر جمعیت دارد و ۳۷۶ متر بالاتر از سطح دریا واقع شده‌است.